# Williams FW11
Chronologie des modèles (1986)
Williams FW10 Williams FW11B
La Williams FW11 est la monoplace de Formule 1 engagée par l'écurie britannique Williams F1 Team dans le cadre du championnat du monde de Formule 1 1986. Elle est pilotée par le Britannique Nigel Mansell, présent au sein de l'équipe l'année précédente, et le Brésilien Nelson Piquet, double champion du monde, en provenance de l'écurie Brabham Racing Organisation.
Équipée d'un moteur V6 turbocompressé Honda, la FW11 permet à Williams de remporter le titre de champion du monde des constructeurs.

## Résultats en championnat du monde de Formule 1

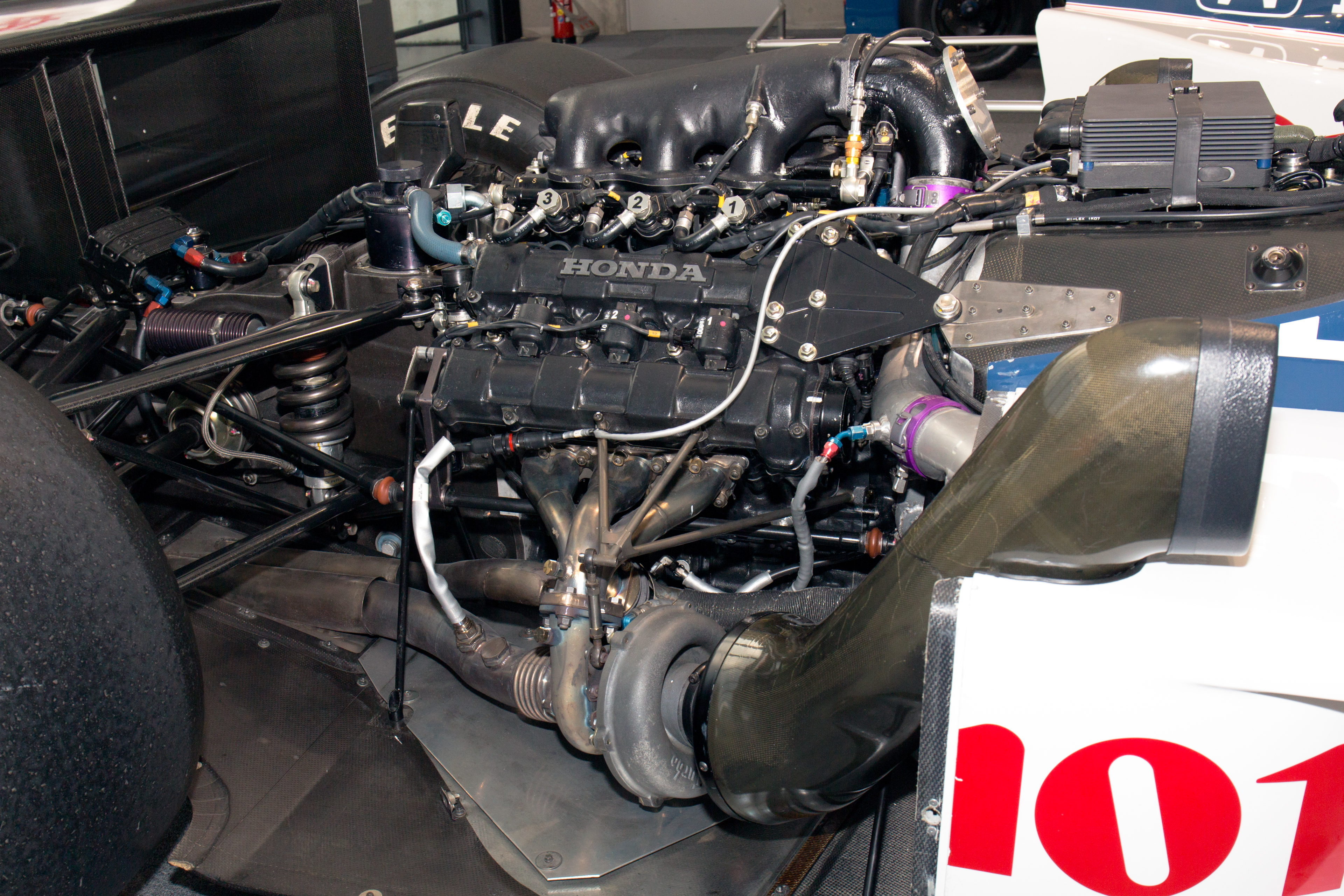
Le moteur V6 turbo Honda RA16EE de la Williams FW11.

| Saison | Écurie                    | Moteur            | Pneumatiques | Pilotes       | Courses | Courses | Courses | Courses | Courses | Courses | Courses | Courses | Courses | Courses | Courses | Courses | Courses | Courses | Courses | Courses | Points inscrits | Classement |
| Saison | Écurie                    | Moteur            | Pneumatiques | Pilotes       | 1       | 2       | 3       | 4       | 5       | 6       | 7       | 8       | 9       | 10      | 11      | 12      | 13      | 14      | 15      | 16      | Points inscrits | Classement |
| ------ | ------------------------- | ----------------- | ------------ | ------------- | ------- | ------- | ------- | ------- | ------- | ------- | ------- | ------- | ------- | ------- | ------- | ------- | ------- | ------- | ------- | ------- | --------------- | ---------- |
| 1986   | Canon Williams Honda Team | Honda RA166E V6 T | Goodyear     |               | BRÉ     | ESP     | SMR     | MON     | BEL     | CAN     | DET     | FRA     | GBR     | ALL     | HON     | AUT     | ITA     | POR     | MEX     | AUS     | 141             | Champion   |
| 1986   | Canon Williams Honda Team | Honda RA166E V6 T | Goodyear     | Nigel Mansell | Abd.    | 2e      | Abd.    | 4e      | 1er     | 1er     | 5e      | 1er     | 1er     | 3e      | 3e      | Abd.    | 2e      | 1re     | 5e      | Abd.    | 141             | Champion   |
| 1986   | Canon Williams Honda Team | Honda RA166E V6 T | Goodyear     | Nelson Piquet | 1er     | Abd.    | 2e      | 7e      | Abd.    | 3e      | Abd.    | 3e      | 2e      | 1er     | 1er     | Abd.    | 1er     | 3e      | 4e      | 2e      | 141             | Champion   |

Légende : ici